# تعالي (دين)

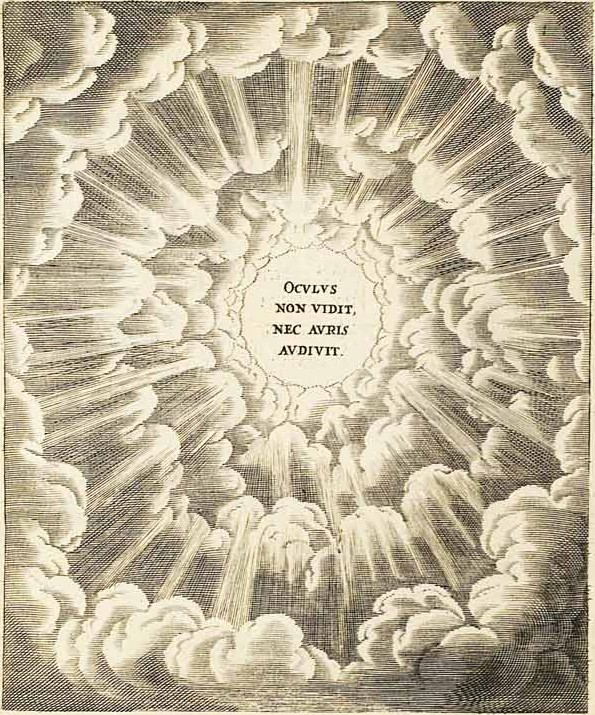

في الدين، يعتبر التعالي جانبًا من جوانب قوة الإله وقوته المستقل كليًا عن الكون المادي، إلى جانب كل القوانين الفيزيائية المعروفة. يتناقض هذا مع اللزوم، حيث يقال أن الإله حاضر تمامًا في العالم المادي وبالتالي يمكن الوصول إليه للمخلوقات بطرق مختلفة. في التجربة الدينية، يعتبر التعالي هو حالة الوجود التي تتغلب على قيود الوجود المادي وطبقًا لبعض التعاريف مستقلة عنها. يتجلى ذلك عادةً في الصلاة، واستحضار الأرواح، والتأمل، والمخدر، و «الرؤى» الخارقة.
تم تأكيده هذا المفهوم في التقاليد الدينية المختلفة للإلهية، والذي يتناقض مع مفهوم الإله (أو الوجود المطلق) الموجود حصريًا في النظام المادي (المحايثة)، أو لا يمكن تمييزه عنه (وحدة الوجود). يمكن أن يُعزى التعالي إلى الإله ليس فقط في وجوده، ولكن أيضًا في معرفته. وهكذا، فإن الله قد يتجاوز كل من الكون والمعرفة (بمعنى أنه أبعد من فهم العقل البشري).